# Glossogobius brunnoides
Glossogobius brunnoides är en fiskart som först beskrevs av Nichols, 1951.  Glossogobius brunnoides ingår i släktet Glossogobius och familjen smörbultsfiskar. Inga underarter finns listade i Catalogue of Life.